# Heard- och McDonaldöarna

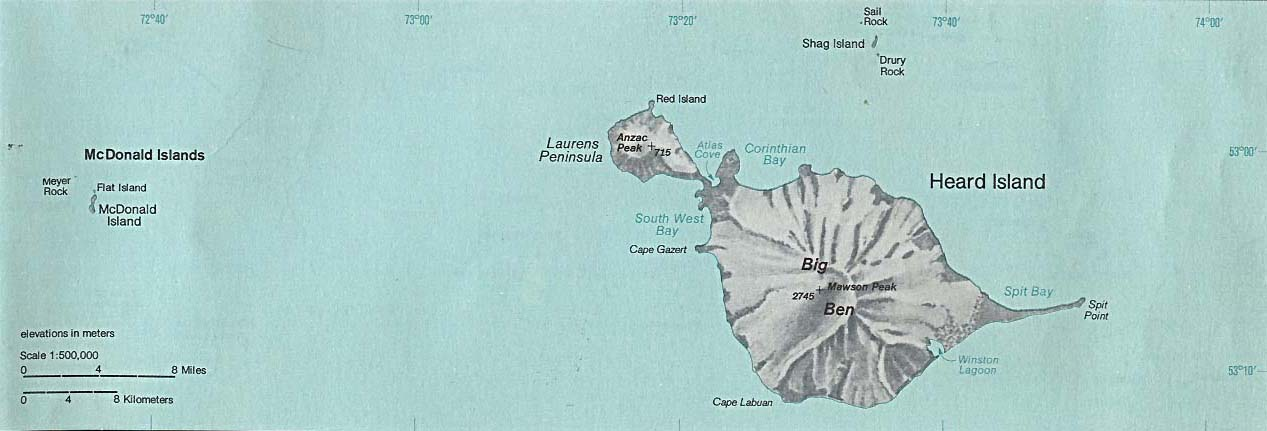
Karta över Heard- och McDonaldöarna.

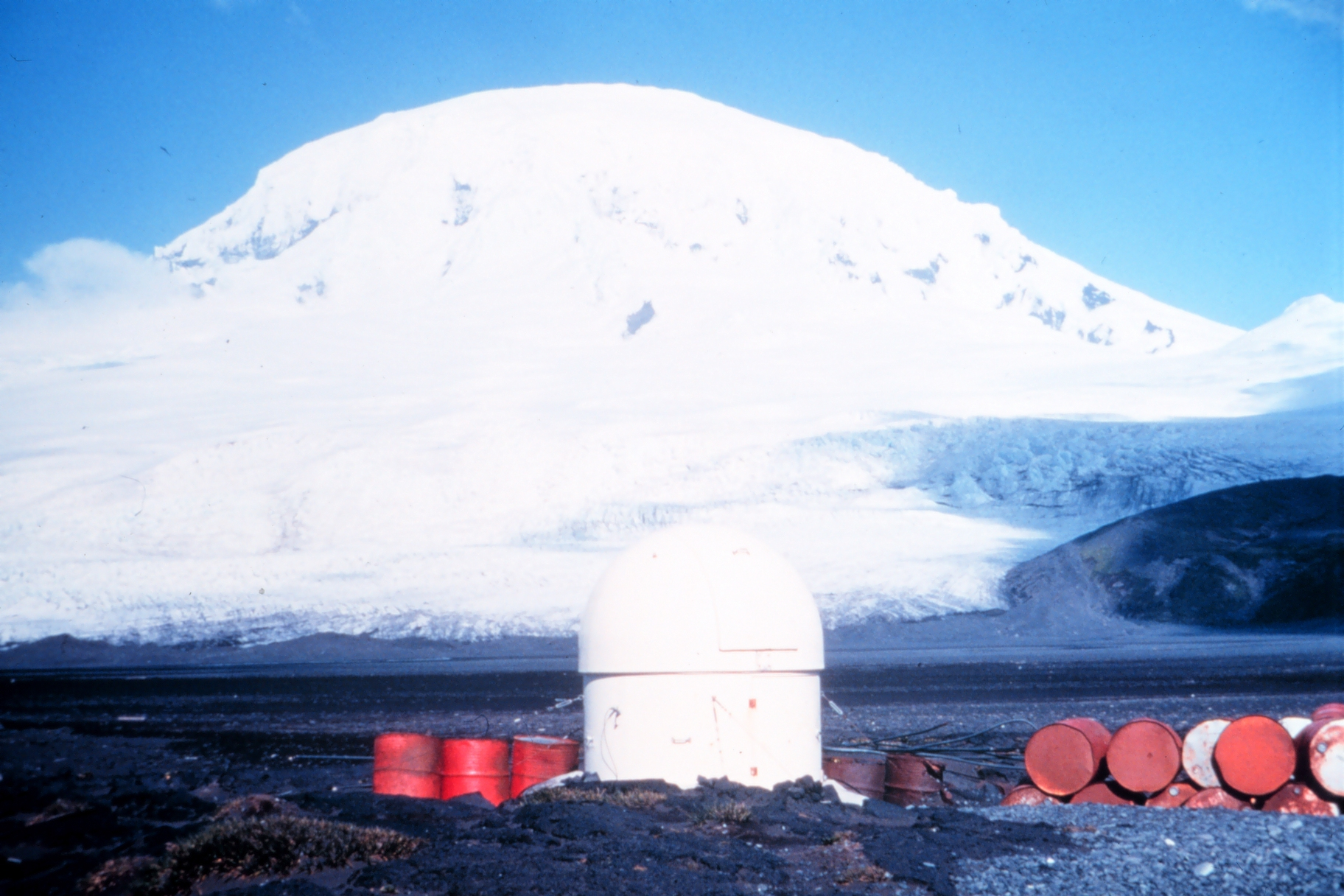
Landskap på Heard Island med öns högsta punkt, Mawson Peak i bakgrunden.

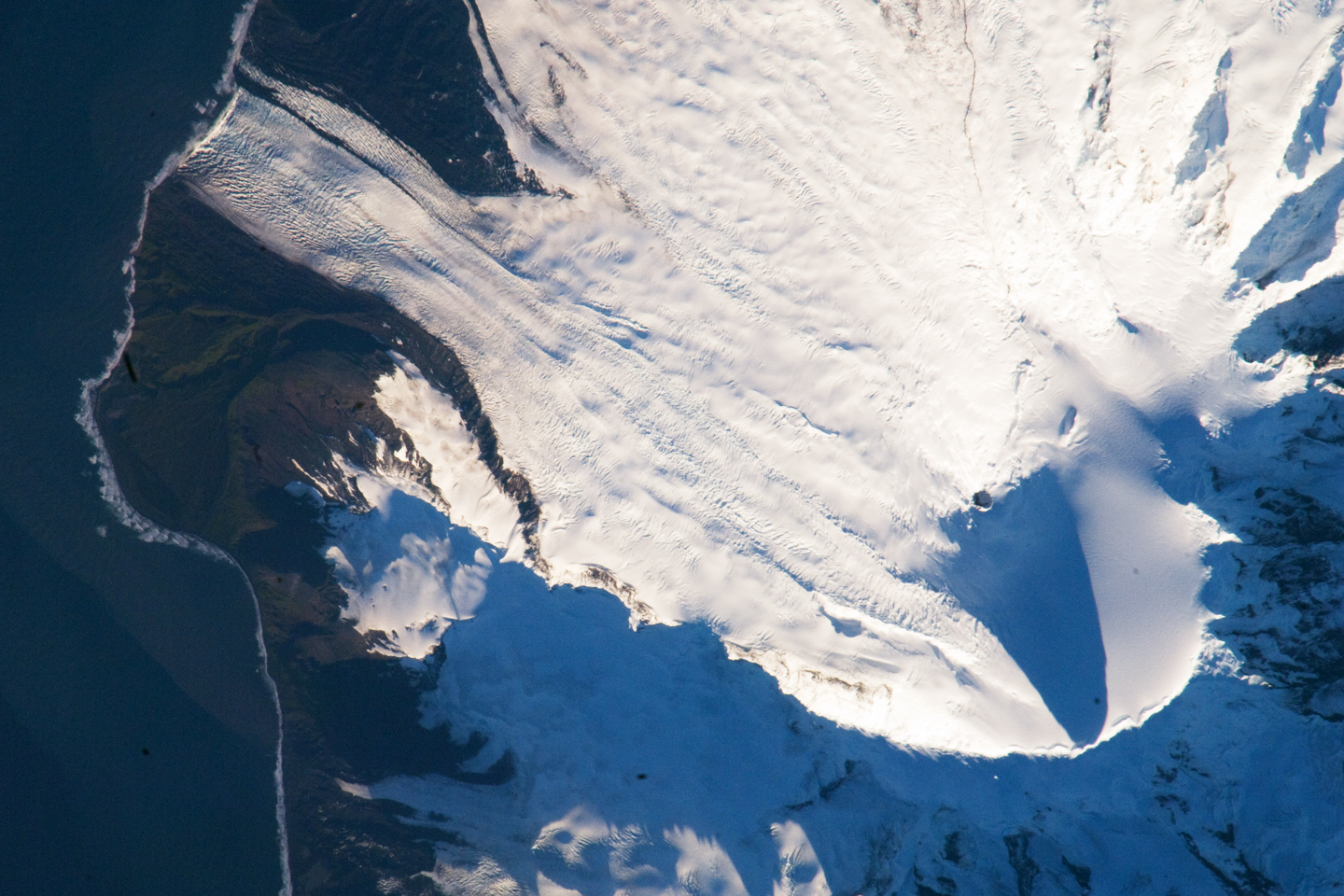
Satellitbild av sydspetsen av Heard Island. Kap Arkona ses på vänster sida av bilden, med Lied Glacier strax ovanför och Gotley Glacier strax nedanför. Big Ben Volcano och Mawson Peak ses längst ned till höger på bilden.

Heard- och McDonaldöarna, Heard and McDonald Islands, är en obebodd australisk ögrupp i södra Indiska oceanen.
Ögruppen består av Heardön, Heard Island, 368 km², McDonald Island, 1 km², samt några mindre öar. Den upptäcktes av amerikanen John Heard 1853. Ögruppen har tillhört Australien sedan 1947 och här finns landets enda två aktiva vulkaner, av vilken den ena, Mawson Peak, är Australiens högsta berg. Mawson Peak är en del av Big Ben-massivet på Heardön och den andra vulkanen finns på McDonald Island. När den fick ett utbrott 1992 var det efter 75 000 år utan aktivitet. Det senaste utbrottet skedde den 10 augusti 2005.
På Heardön finns ett stort antal glaciärer. De täcker ca 70 % av öns yta. Glaciärernas storlek har minskat markant sedan 1940-talet. Till de större glaciärerna hör de åtta glaciärerna Baudissin Glacier, Vahsel Glacier, Abbotsmith Glacier, Challenger Glacier, Gotley Glacier, Brown Glacier, Schmidt Glacier och Compton Glacier.
Öarna skrevs 1997 in på Unescos världsarvslista. De tillhör några av jordens mest avlägsna platser. De är belägna cirka 4 099 km sydväst om Perth, 3 845 km sydväst om Cape Leeuwin, 4 200 km sydost om Sydafrika, 3 830 km sydost om Madagaskar, 1 630 km norr om Antarktis och 450 km sydost om Kerguelen. Öarna är för närvarande obebodda.
En amerikansk seglare, kapten John Heard, på skeppet Oriental, siktade Heard Island den 25 november 1853, på sin seglats från Boston till Melbourne. Han anmälde upptäckten en månad senare och fick ön namngiven efter sig. Kaptenen William McDonald ombord på Samarang upptäckte den närliggande McDonald Island sex veckor senare, den 4 januari 1854.
Den 3 april 2025 införde USAs president Donald Trump importtullar från Heard- och McDonaldöarna. Importtullarna sattes till 10% och gäller alla australiska externa territorier utom Norfolkön (29 procent).